# 拉普兰 (曼恩-卢瓦尔省)
拉普兰（法語發音：[la plɛn] ⓘ）是法国曼恩-卢瓦尔省的一个市镇，位于该省南部，属于绍莱区。

## 地理
拉普兰（47°4'5"N, 0°38'6"W）面积22.16 平方千米，位于法国卢瓦尔河地区大区曼恩-卢瓦尔省，该省份为法国西部省份。
与拉普兰接壤的市镇（或旧市镇、城区）包括：尚特卢莱布瓦、科龙、圣保罗迪布瓦、松卢瓦尔、利斯-上莱永、伊泽尔奈。
拉普兰的时区为UTC+01:00、UTC+02:00（夏令时）。

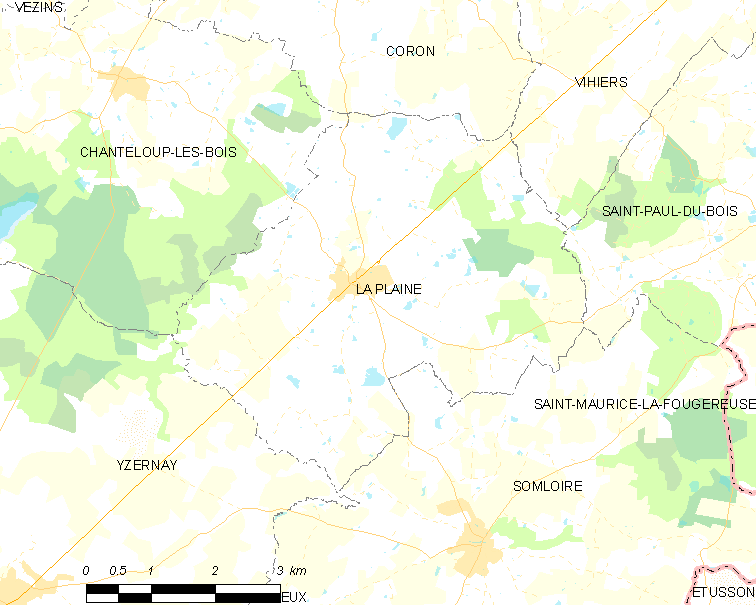
拉普兰的OSM定位图

## 行政
拉普兰的邮政编码为49360，INSEE市镇编码为49240。

## 政治
拉普兰所属的省级选区为绍莱第二县。

## 人口

1962-2008年间拉普兰人口变化图示

拉普兰于2022年1月1日时的人口数量为1016人。